# Jávorantilop
A jávorantilop (Taurotragus oryx) az emlősök (Mammalia) osztályának párosujjú patások (Artiodactyla) rendjébe, ezen belül a tülkösszarvúak (Bovidae) családjába és a tulokformák (Bovinae) alcsaládjába tartozó faj.
Nemének a típusfaja.
Afrikai kérődző, a világ egyik legtermetesebb antilopfaja. Neve a búr telepesektől ered, akik annak idején a jávorszarvas jelentésű eland nevet adták neki.

## Előfordulása
A jávorantilop a dél- és kelet-afrikai száraz, füves és ritkás fákkal tarkított szavannák lakója. Az alábbi országokban fordul elő: Angola, Botswana, Burundi, Kongói Demokratikus Köztársaság, Etiópia, Kenya, Lesotho, Malawi, Mozambik, Namíbia, Ruanda, Dél-afrikai Köztársaság, Dél-Szudán, Szváziföld, Tanzánia, Uganda, Zambia és Zimbabwe.

## Alfajai
A területen három alfaj osztozik:
- Taurotragus oryx livingstonii (Sclater, 1864) - Angola, Burundi, Kongói Demokratikus Köztársaság, Malawi, Tanzánia, Zambia
- Taurotragus oryx oryx (Pallas, 1766) - a dél-afrikai régió dél és délnyugati része
- Taurotragus oryx pattersonianus (Lydekker, 1906) - Kelet-Afrika déli fele

## Megjelenése
A jávorantilop igen impozáns megjelenésű állat. Alapszíne vöröses vagy homokszínű-világosbarna, hátról gyakran néhány vékony fehér csík fut hasa felé. A bikák sötétebb alapszínűek. A has és a lábak világosak, bár a térdrészen sötét, feketés foltok fordulhatnak elő. Az arckoponyát fedő szőrzet is sötétebb színű. A nyak alsó részén vérerekben gazdag toroklebeny csüng, amely az idős bikáknál különösen nagy is lehet. Ennek szerepe a hőleadásban van. A bikákra borzas, sötét, durva szőrű homloksörény is jellemző.
A bikák sokkal nagyobbak a teheneknél: tömegük 400 kilogrammtól kezdve 1 tonnáig terjed, szemben a nőstények 300-600 kilogrammjával, és 3 métert megközelítő testhosszuk is nagyobb a legkevesebb 2 méteres tehenekénél. A fajra jellemző marmagasság 130-180 centiméter, az átlagos farokhossz 60-80 centiméter. Többszörösen csavart, egyenes szarvuk akár 120 centimétert is elérheti, míg a tehenek tülkei majdnem felével rövidebbek.

## Életmódja
A perjefélékkel, levelekkel és adott esetben gyümölcsökkel táplálkozó jávorantilop kisebb, átlagosan 25-60 példányt számláló csordákban legelészik, bár alkalmilag nagyobb csoportok is kialakulhatnak a termékeny, esős időszakban vagy vonuláskor. Egy csordában két ivarérett bika is lehet, de helyzetüket szigorú, szarvcsatákkal szabályozott hierarchia szabja meg. A bikák főleg erdős területeken territoriálisak, de területeik jóval kisebbek a tehenek által bebarangolttól. A víz közelsége nem alapfeltétel a szárazságot igen jól tűrő faj számára, azonban a veszteséget elkerülendő a jávorantilop leginkább a hűvös reggeli is esti órákban aktív.

## Szaporodása
A jávorantilopok szaporodása csak egyes területeken kötődik évszakhoz. A domináns bikák minél több tehenet igyekeznek megtermékenyíteni. 8,5 – 9 hónapig tartó vemhességet követően egy 21-35 kilogrammos borjú születik, akit – bár már születése napján jól jár – anyja egy rejtekhelyen táplál, és csak később csatlakozik a csordához. Az elválasztás 6 hónap után történik meg. A jávorantilop tehene kb. 1,5-3 éves korára válik ivaréretté, és a csordájánál maradt, míg a fiatal bikáknál az érés 4-5 éves korukig is elhúzódhat, amit követően kisebb „legénycsordákba” tömörülnek.

## Védettsége
A Vörös listát kiadó Természetvédelmi Világszövetség szerint nem fenyegetett. Leginkább élőhelyének pusztulása fenyegeti, emellett trófeája, ízletes húsa és erős bőre miatt a vadászok kedvelt célpontja. Mivel teje is rendkívül tápláló, a 19. századtól kezdve több alkalommal megkísérelték háziasítását. A legnagyobb sikert egy ukrajnai településen, Aszkania Nova mellett érték el, ahol 1892 óta folyik az ez irányú kutatás, és egy jávorantilop-tejgazdaság is működik. Állatkertekben gyakori, jól szaporodik. Magyarországon a Nyíregyházi Állatparkban, a Miskolci Állatkert és Kultúrparkban, a Debreceni Állatkertben, a győri Xántus János Állatkertben és a balatonedericsi Afrika Múzeum vadasparkjában tartják.

## Képek

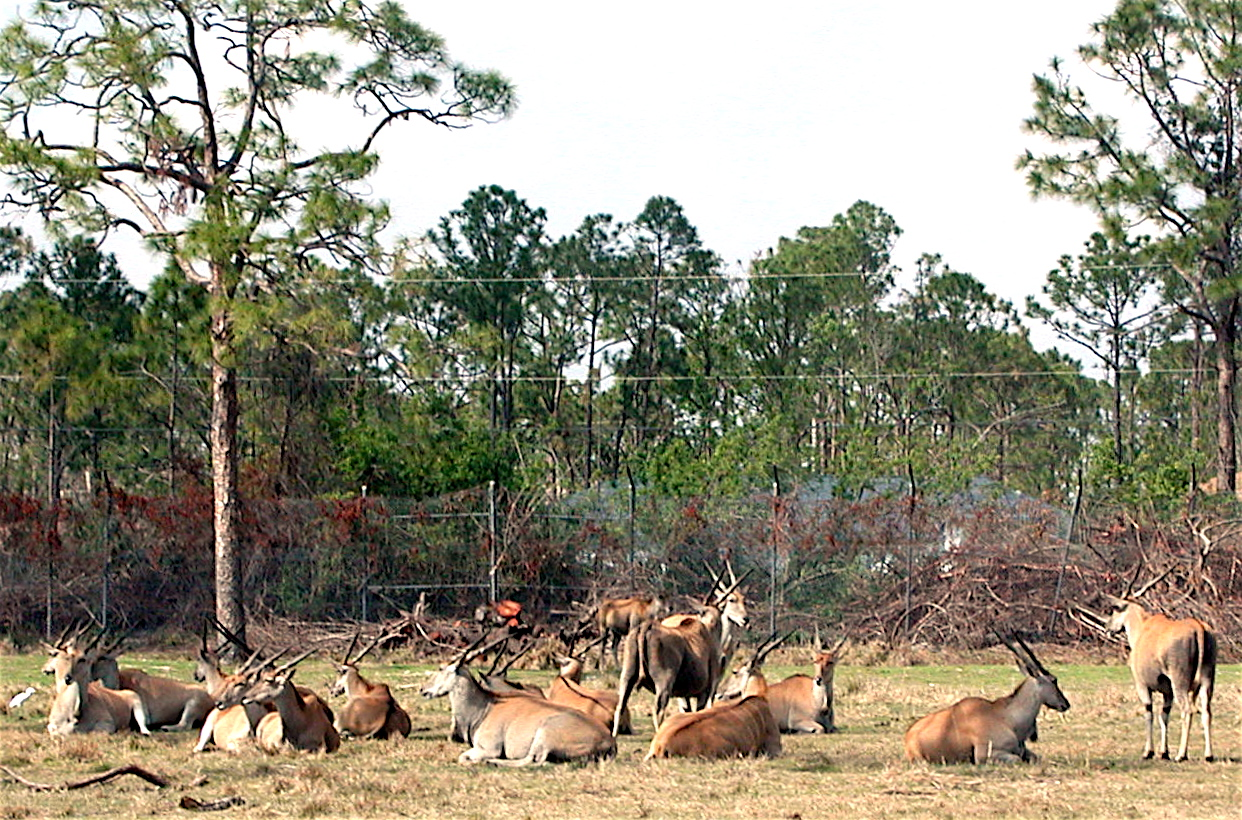
Pihenő jávorantilopcsorda
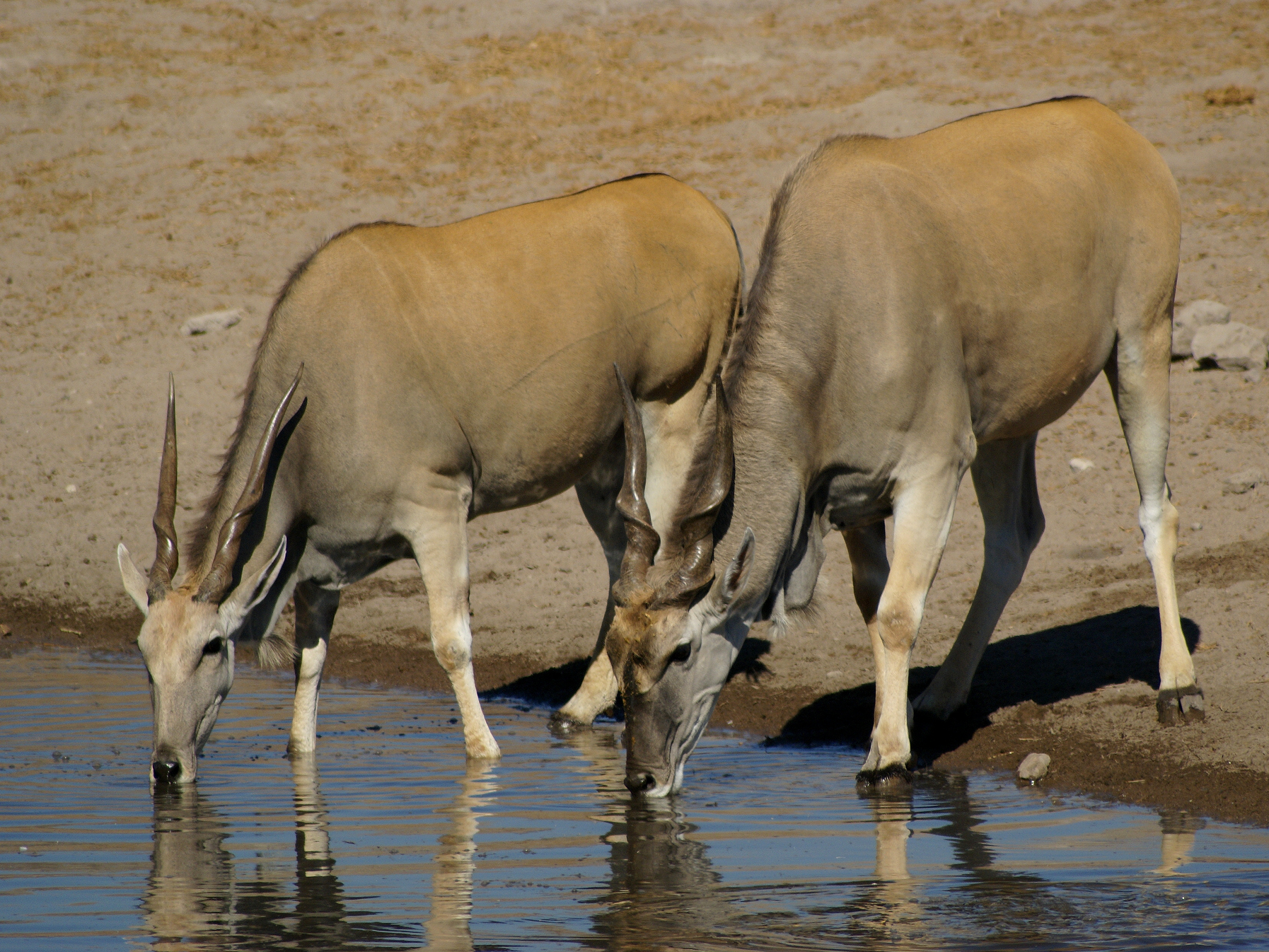
Jávorantilopok isznak egy tóból, Etosha Nemzeti Park, Namíbia